# Vanikoroidea
Vanikoroidea là một liên họ ốc biển trong nhánh Littorinimorpha.

## Các họ
Các họ trong liên họ này gồm:
- Họ Vanikoridae  Gray, 1840
- Họ Haloceratidae  Warén & Bouchet, 1991
- Họ Hipponicidae  Troschel, 1861
- † Họ Omalaxidae  Cossmann, 1916

(Họ tuyệt chủng được nghiên cứu ở dạng hóa thạch có ký hiệu †)
Phân loại này dựa trên nghiên cứu đã được công bố của Ponder & Warén năm 1988 , và Ponder, published năm 1998.